# Enallagma ambiguum
Enallagma ambiguum là một loài chuồn chuồn kim trong họ Coenagrionidae.
Enallagma ambiguum được Navás miêu tả khoa học năm 1936.